# Domenico da Gravina
Domenico da Gravina (Gravina, 1310 circa – seconda metà del XIV secolo) è stato un notaio e un cronachista del Regno di Napoli. Scrisse in latino il Chronicon de rebus in Apulia gestis, una cronaca degli avvenimenti accaduti a Napoli e in Puglia dal 1332 fino al 1350.

## Biografia
Nacque a Gravina dove svolse l'attività notarile.
Prese parte alle turbolente vicende che agitarono la sua città, dalla quale fu esiliato dopo la tragica morte del re Andrea (1345), del quale era un sostenitore.
La sua Cronaca è una testimonianza di parte, ma comunque attendibile delle vicende storiche a lui contemporanee.

## IlChronicon de rebus in Apulia gestis
La Cronaca di Domenico da Gravina, pervenuta acefala, narra avvenimenti accaduti tra il 1332 e il 1350.
La prima parte dell'opera, scritta nel giugno-luglio 1349 a Bitonto (dove Domenico si era ritirato esule insieme con la famiglia), è incentrata sul matrimonio tra Andrea d'Ungheria e Giovanna, erede di re Roberto, e sulla rovina del Regno che da questo matrimonio derivò; la seconda parte, invece, scritta alla fine del 1350 o all'inizio del 1351, è maggiormente dedicata alla situazione pugliese e alla ricostruzione delle vicende locali in cui lo stesso Domenico, uno dei maggiori sostenitori della fazione filo-ungherese, assunse una posizione di rilievo.

### Edizioni delChronicon
- Ludovico Antonio Muratore (a cura di), Dominici de Gravina Chronicon de Rebus in Apulia Gestis (con traduzione italiana a fronte) (PDF), Napoli, Ernesto Anfossi Editore, 1890.
- Dominici de Gravina Notarii, Chronicon de rebus in Apulia gestis, a cura di A. Sorbelli, RIS, XII, 3, Città di Castello 1903
- Chronicon de Rebus in Apulia Gestis di Notar Domenico da Gravina, a cura di Maria Giovanna Montrone, Editore Giuseppe Barile, 2008
- Chronicon, edizione critica, traduzione e commento a cura di Fulvio Delle Donne. Con la collaborazione di Victor Rivera Magos, Francesco Violante e Marino Zabbia, Firenze, Edizioni del Galluzzo, 2023 (Edizione Nazionale dei Testi Mediolatini d'Italia, 65. Serie II, 32, ISBN 9788892902176)